# Mario Bardanca
Mario Bardanca (Montevideo, 1968) és un periodista esportiu, locutor, columnista i escriptor uruguaià, dedicat des de jove a la premsa esportiva tant a la ràdio com a la televisió.
Treballa a Canal 10 a l'informatiu «Subrayado» i als programes «Deporte Total», «La Cabalgata Deportiva Gillette» i «El Despegue». Va conduir cicles especials dels Jocs Olímpics de 1992, de 1996 i del 2000. Va participar en el programa d'esports «Línea de Tres» de la cadena de televisió TV Ciudad, i va conduir el programa «La Caja Negra». Quan va acabar, el cicle seguí amb «Los archivos de La Caja Negra» una recopilació que recull les millors entrevistes. Fou columnista d'«Informe Capital» i també escriu articles per a la revista «Caras y Caretas».
A la ràdio condueix el programa «Derechos Exclusivos», de dilluns a divendres de 13 a 14 hores. Comentarista al programa «Estadio Uno» de Canal 5, un clàssic de la televisió de l'Uruguai, amb un equip compost per Julio Sánchez Padilla, Silvia Pérez, Axel Fucks i Enrique Yanuzzi. Forma part de l'informatiu «Telenoche 4», de Canal 4. El 2007 escriu el llibre "Yo, Paco. Un antes y un después en el fútbol uruguayo" on realitza un recorregut de la trajectòria de l'empresari uruguaià Francisco Casal.